# 조리용구

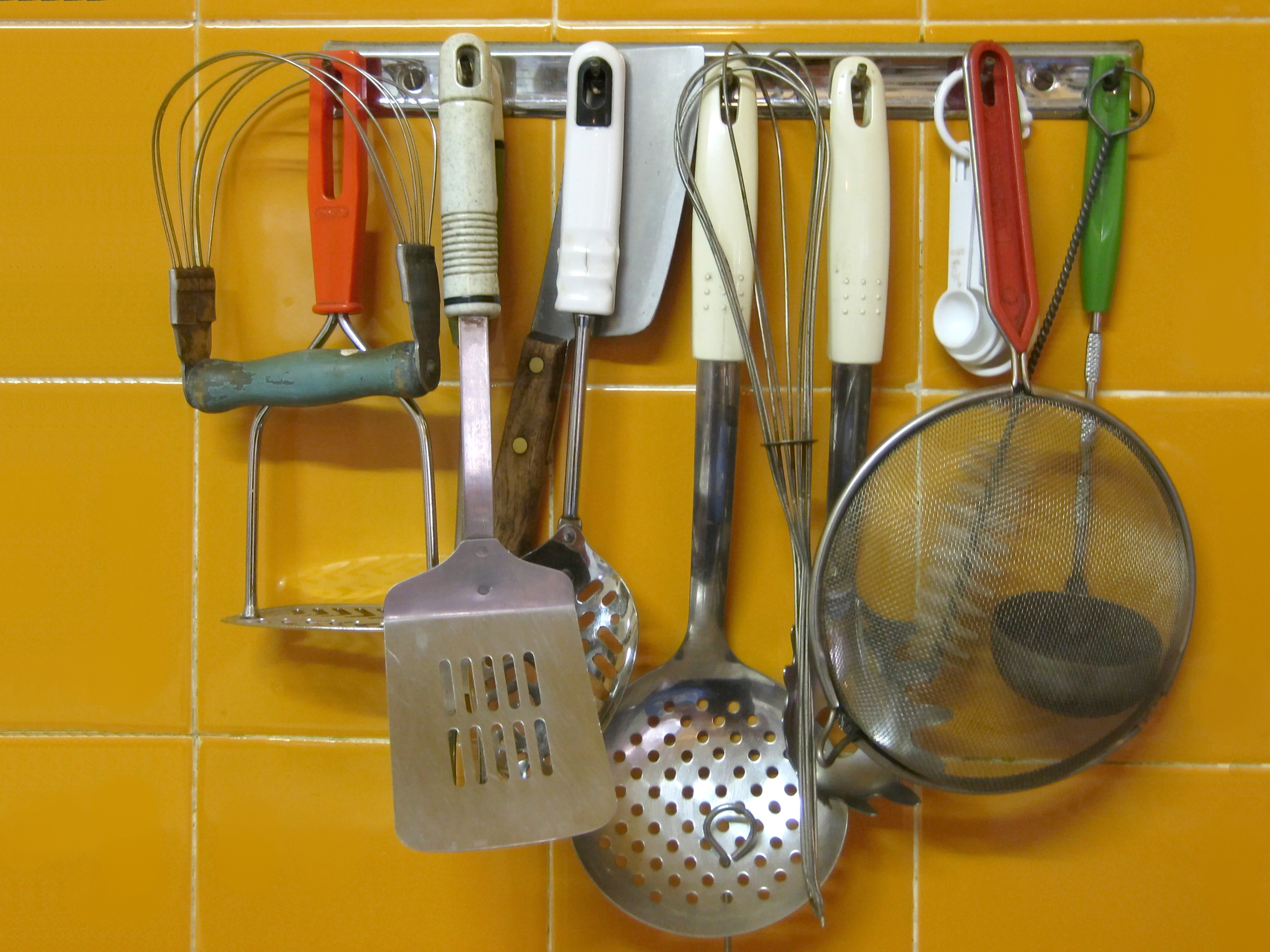

조리용구(調理用具, cookware)는 음식을 조리하는 데 쓰이는 주방용품이다. 솥, 냄비 등의 조리용기와 번철, 석쇠 등 구이용구, 식칼 등의 절삭도구 등이 있다. 제빵에 쓰이는 제빵용구(製pão用具, bakeware)도 포함한다. 가스레인지, 전자레인지, 오븐 등의 가전제품은 조리기구라 부르기도 한다.

## 유형
- 캐서롤
- 캔따개
- 도마
- 프렌치 프레스
- 커틀러리
- 포크
- 프라이팬
- 강판
- 구이판
- 가위
- 나이프
- 채칼
- 계량컵
- 볼
- 압력솥
- 접시
- 밀대
- 숟가락
- 프라이팬
- 스패튤러
- 숟가락
- 냄비
- 찜기
- 체
- 타이머
- 쟁반
- 거품기
- 웍

## 같이 보기
- 식기
- 식사 준비